# Thin Thing
«Thin Thing» — пісня англійського рок-гурту The Smile. Це 7-ма пісня і 6-й сингл їхнього першого альбому A Light for Attracting Attention, яка вийшла 9 травня 2022 року.

## Музичне відео
Трек супроводжується стоп-моушн анімаційним відео, знятим режисерами Крістобалем Леоном та Хоакіном Косіньєю. Робота над відео тривала шість місяців. У ньому показано вінтажну техніку, яку знищує невидима сила, відрубані руки, що повзуть по землі, та безтілесні голови Тома Йорка, Джонні Ґрінвуда і Тома Скіннера, що подвоюються на верхівках безплідних дерев.
Режисери відео заявили: "Почувши пісню вперше, ми уявили собі шалений потік, який несе машини, шматки людських тіл і хижі рослини, — пишуть Леон і Косінья. «Представляючи ідею гурту, Том розповів нам про сон, який змусив його написати цю пісню. Ми вважаємо, що відео є поєднанням цих двох речей».

## Відгуки критиків
Еббі Джонс з Consequence писав: «Говорячи мовою Radiohead, 'Thin Thing' нагадує розлогий, захоплюючий артрок епохи Kid A або Hail to the Thief, побудований на неспокійних перкусіях у ледь помітному тактовому розмірі. Як і більшість хороших пісень Йорка, текст 'Thin Thing' однаково тривожний і аморфний: 'Спочатку вона відірве тобі пальці на руках, а потім пальці на ногах, а потім вкраде фотографії з твого телефону', — співає він, коли ритм-секція поступово переходить до джазової кульмінації».

## Персоналії
- Том Йорк — бас, вокал, вокодер
- Джонні Ґрінвуд — гітара
- Том Скіннер — барабани

Продакшн
- Найджел Ґодріч